# Isaac de Cambrai
Isaac de Cambrai, né vers 890 ou 900 et mort le 30 avril 941 était comte de Valenciennes et, à partir de 923, comte de Cambrai.

## Biographie
Vers 923, Isaac de Cambrai épouse la fille de Raoul/Rodolphe Ier de Cambrai, comte de Cambrai, Berthe de Cambrai (~900-16 juillet 967). De cette union nait Judith de Cambrai qui épouse vers 952, Amaury Ier de Hainaut, comte de Mansuarie.
Isaac de Cambrai est en conflit avec l'évêque de Cambrai Fulbert.